# Pedro de Ribadeneira
Pedro de Ribadeneira —nascut al segle com Pedro Ortiz de Cisneros— (Toledo, 1526 - Madrid, 1611) fou biògraf, historiador de l'Església i escriptor ascètic espanyol del Segle d'Or. Va adoptar el cognom de la seva àvia materna, oriünda de la Riba de Neyra (Galícia). En 1539 va viatjar a Roma en el seguici del cardenal Farnesio i allí va conèixer a Ignasi de Loiola, qui el va convèncer perquè entrés a la Companyia de Jesús i el va tenir sempre entre els seus preferits. Va ser professor de retòrica a Palerm (Sicília) i va complir missions de l'ordre en altres punts de la península Itàlica. Va marxar a París a completar els seus estudis. Va introduir la Companyia a Bèlgica (1556) i va estar algun temps a Anglaterra en temps de Maria I d'Anglaterra. Va realitzar diferents missions diplomàtiques a Itàlia, França i Flandes, i va adquirir gran fama com a predicador. Als quaranta-vuit anys, quan era ja assistent per Espanya i Portugal del general de l'ordre, es retira a Toledo, aparentment per raons de salut, per començar a redactar la seva obra, que continuarà després instal·lar a Madrid en 1589. Encara que va escriure obres en llatí, moltes d'elles les va traduir ell mateix al castellà.